# Wolfsbach
Wolfsbach osztrák mezőváros Alsó-Ausztria Amstetteni járásában. 2023 januárjában 2183 lakosa volt. 

## Elhelyezkedése

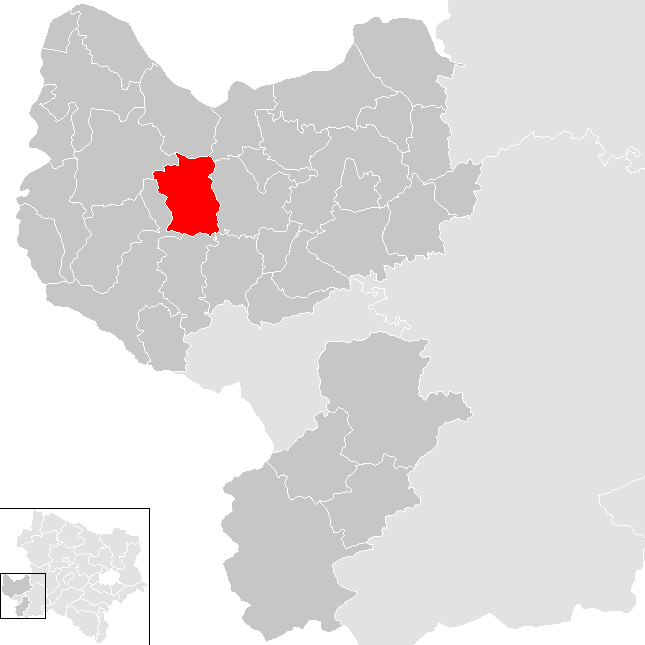
Wolfsbach az Amstetteni járásban

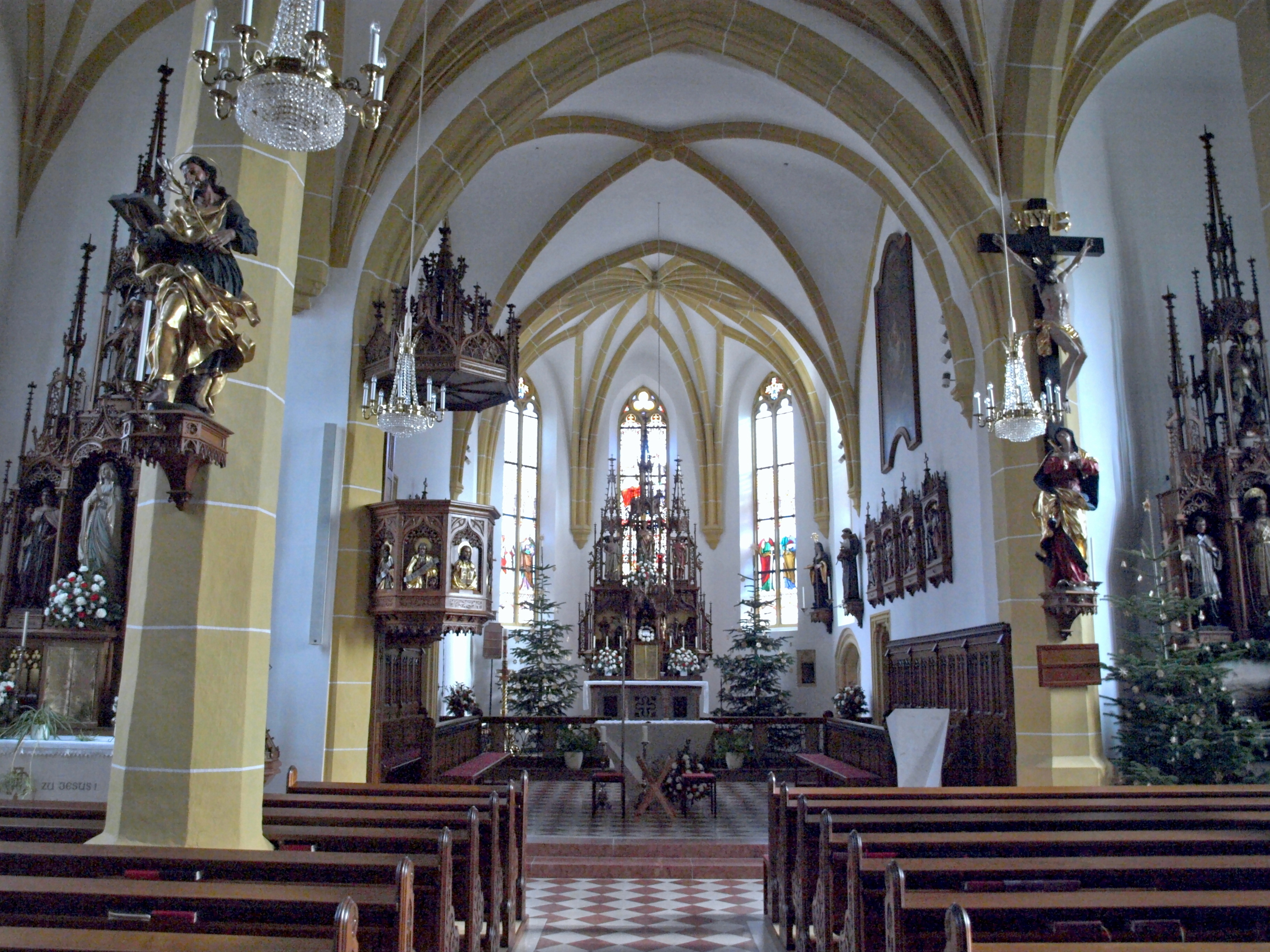
A templom belső tere

Wolfsbach a tartomány Mostviertel régiójában fekszik a Wolfsbach és a Reidlersbach folyók között. Területének 7,6%-a erdő, 84% áll mezőgazdasági művelés alatt. Az önkormányzat 3 katasztrális községből áll: Bubendorf (11,15 km²), Meilersdorf (10,05 km²) és Wolfsbach (9,76 km²). 
A környező önkormányzatok: északra Strengberg, északkeletre Wallsee-Sindelburg, keletre Aschbach-Markt, délkeletre Biberbach, délre Seitenstetten, délnyugatra Sankt Peter in der Au, északnyugatra Haag.

## Története
Wolfsbachot feltehetően 823-ban említik először Jámbor Lajos adománylevelében. Biztosan 1050-ben szerepel először az írott forrásokban. 1142-ben Reginbert passaui püspök a seitenstetteni bencés kolostorra ruházta át egyházközségének felügyeletét. 1486-ban Mátyás magyar király csapatai megszállták Wolfsbachot. Bécs 1529-es és Kőszeg 1532-es ostroma idején a portyázó török lovasság kifosztotta a falut, plébániáját pedig felgyújtotta. A napóleoni háborúk során a franciák 1800-ban, 1801-ben és 1809-ben is megszállta Wolfsbachot. A lakosság sokat szenvedett a rekvirálások miatt, az utolsó alkalommal a katonák úgy megverték Florian Nasinger plébánost, hogy röviddel később meghalt. 
1850-ben a korábbi egyházközség területén három önálló községi önkormányzat alakult: Bubendorf, Meilersdorf és Wolfsbach, amelyeket az 1938-as Anschluss után egyesítettek. A második világháború végén néhányszor légitámadás érte a községet, a vasútállomás elleni géppuskás támadásnak halálos áldozatai is voltak. A temetőben 14 koncentrációs táborbeli fogoly tömegsírja található, akiket SS-őrök gyilkoltak le a háború végén. Wolfsbach 1955-ig a szovjet megszállási zónába tartozott. 
Wolfsbach 2003-ban kapott mezővárosi rangot. 

## Lakosság
A wolfsbachi önkormányzat területén 2023 januárjában 2183 fő élt. A lakosságszám 1981 óta gyarapodó tendenciát mutat. 2020-ban az ittlakók 95,2%-a volt osztrák állampolgár; a külföldiek közül 0,7% a régi (2004 előtti), 3% az új EU-tagállamokból érkezett. 0,9% az egykori Jugoszlávia (Szlovénia és Horvátország nélkül) vagy Törökország, 0,2% egyéb országok polgára volt. 2001-ben a lakosok 95,5%-a római katolikusnak, 1% mohamedánnak, 1,9% pedig felekezeten kívülinek vallotta magát. Ugyanekkor egy magyar élt a mezővárosban; a legnagyobb nemzetiségi csoportot a németeken kívül (99,4%) a törökök alkották 5 fővel.
A népesség változása:

| 2016 | 1 960 |
| 2018 | 2 011 |

## Látnivalók
- a késő gótikus Szt. Vitus-plébániatemplom

## Fordítás
- Ez a szócikk részben vagy egészben  a   Wolfsbach (Niederösterreich) című német Wikipédia-szócikk ezen változatának fordításán alapul.  Az eredeti cikk szerkesztőit annak laptörténete sorolja fel. Ez a jelzés csupán a megfogalmazás eredetét és a szerzői jogokat jelzi, nem szolgál a cikkben szereplő információk forrásmegjelöléseként.